# カジャン駅
カジャン駅（マレー語:Stesen Kajang）はマレーシアセランゴール州カジャンにある、マレー鉄道（KTM）とラピドKL（MRT）の駅。

## 乗り入れ路線
マレー鉄道のウエスト・コースト線とKTMコミュータースレンバン線、ラピドKLのカジャン線が乗り入れ、接続駅となっている。

## 歴史
- 1897年8月14日 - 駅開業。（スンガイ・ブシ～カジャン間の開業による）
- 1995年11月20日 - KTMコミューター クアラ・ルンプール～カジャン間運行開始。
- 1995年12月18日 - KTMコミューター カジャン～スレンバン間運行開始。
- 2017年7月17日 - ラピドKLスンガイ・ブロー-カジャン線　セマンタン（英語版）～カジャン間運行開始。

## 駅構造

### マレー鉄道
単式と島式の複合型ホーム2面3線をもつ地上駅である。

#### のりば

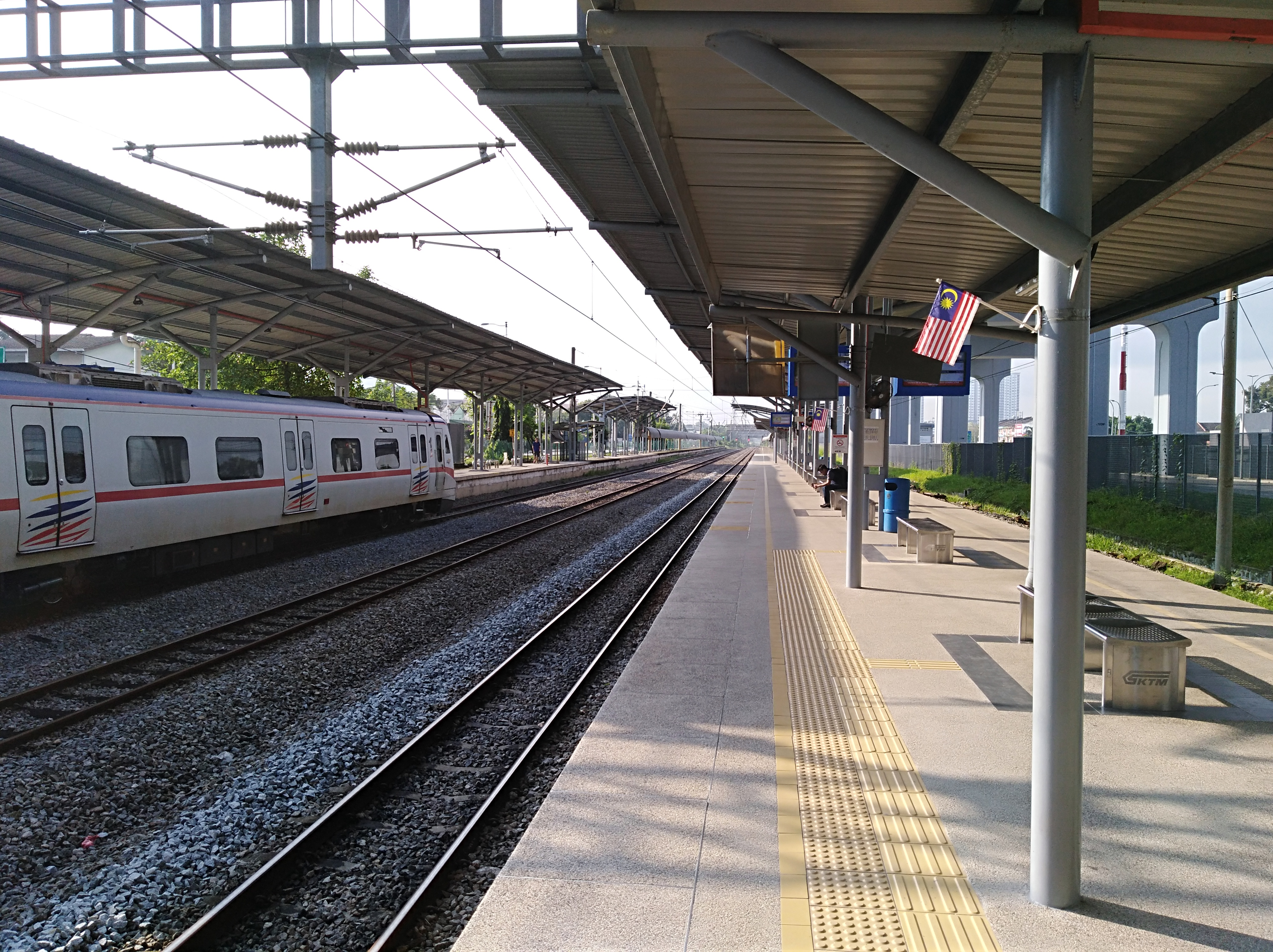
プラットホーム

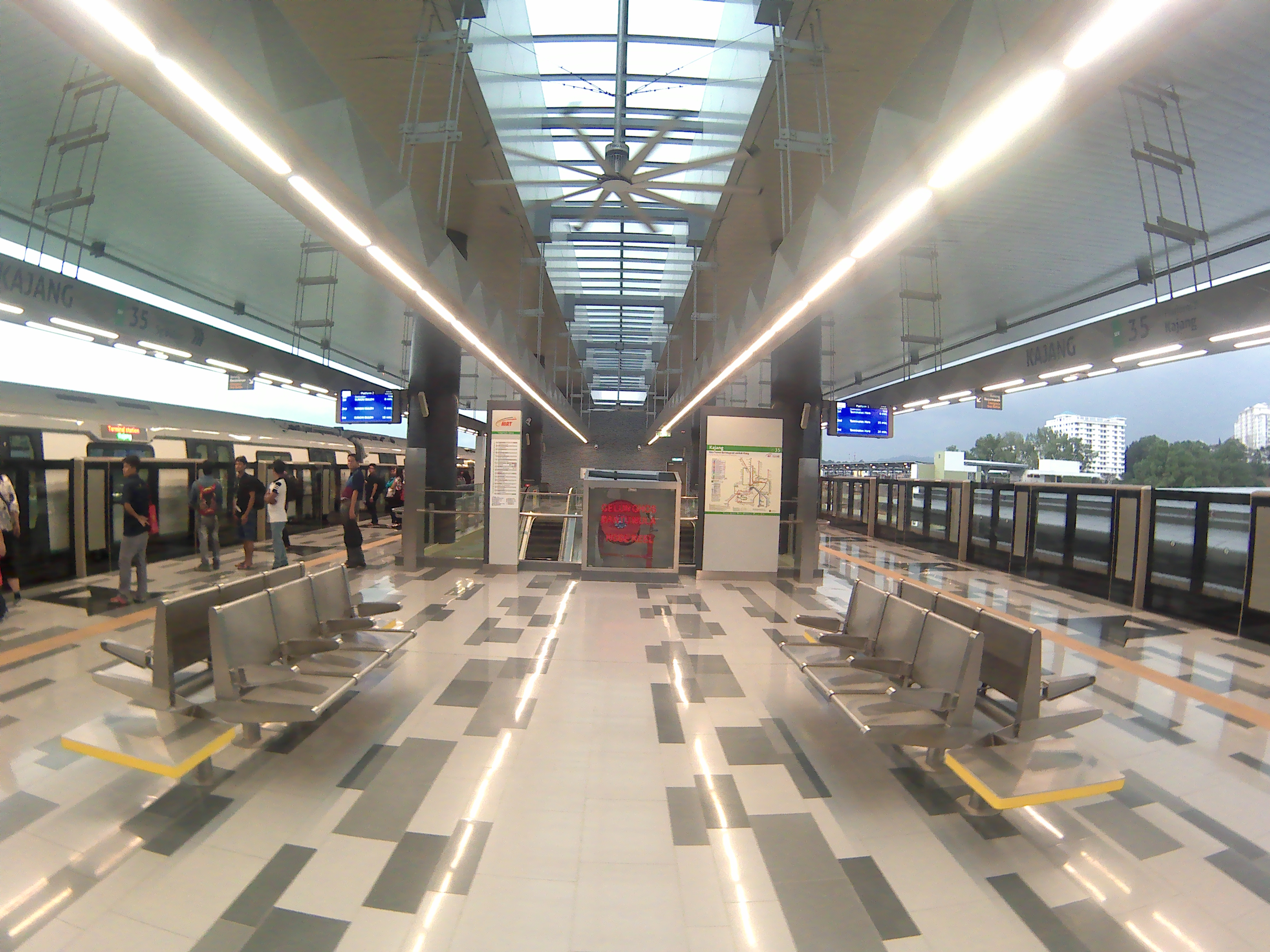
プラットホーム

| 1 | ■ウエスト・コースト線 | スレンバン・タンピン・グマス方面                               |
| 1 | 1 スレンバン線        | スレンバン・タンピン方面                                       |
| 2 | ■ウエスト・コースト線 | KLセントラル・バターワース・パダン・ブサール方面               |
| 2 | 1 スレンバン線        | バンダル・タシッ・スラタン・KLセントラル・バトゥ・ケーブス方面 |
| 3 | 未使用                |                                                                |

- プラットホーム

### ラピドKL
3階に島式ホーム1面2線をもつ高架駅である。プラットホーム上にホームドアを有する。

#### のりば
| 1 | 9 カジャン線 | 当駅止まり                                               |
| 2 | 9 カジャン線 | ブキッ・ビンタン・ムジウム・ネガラ・スンガイ・ブロー方面 |

- プラットホーム

## 駅周辺
- プラザ・メトロ・カジャン（ショッピングモール）
  - OPPO
  - 華為技術
  - Vivo
  - マクドナルド
  - ヤマハ
  - ワトソンズ
- ランガッ川（英語版）

## バス路線
ラピドKLの450, T451, T461, T462, T463, T464 が発着している。

## 隣の駅
マレー鉄道
ウエスト・コースト線
ETSゴールド（ETS Gold）
バンダル・タシッ・スラタン駅 - カジャン駅 - スレンバン駅
1 スレンバン線
スルダン駅 (KB05) - カジャン駅 (KB06) - UKM駅 (KB07)
ラピドKL
9 カジャン線
スタディアム・カジャン駅 (SBK34) - カジャン駅 (SBK35)